# Новаш Наталія Володимирівна
Наталія Володимирівна Новаш (біл. Наталія Уладзіміраўна Новаш, 31 липня 1954, Мінськ) — радянська та білоруська письменниця-фантастка, публіцистка та авторка дитячої літератури, лікарка.

## Біографія
Народилась Наталія Новаш у Мінську. Після закінчення середньої школи навчалась у Мінському медичному інституті, який закінчила в 1978 році. З 1978 до 1988 року працювала лікаркою-терапевткою у кількох мінських медичних установах. Одночасно розпочала літературну діяльність, паралельно навчаючись у Літературному інституті імені Горького, який закінчила в 1993 році. У 80—90-х роках ХХ століття Наталія Новаш брала активну участь у семінарах для молодих письменників-фантастів у Малєєвці, а також була активною учасницею Всесоюзного творчого об'єднання молодих письменників-фантастів при видавництві «Молода гвардія». З 1996 року також працює редакторкою журналу «Медицинские новости».
У 1989 році одружилась з іншим письменником-фантастом Олександром Сілецьким. Кілька років подружжя жило в Москві, а пізніше перебралось до Мінська. Має сина.

## Літературна творчість
Літературну діяльність Новаш розпочала у 1980 році, коли вперше було опубліковано її оповідання «Записки психіатра». Перше фантастичне оповідання «Непрочитаний зошит: Записки психіатра» письменниця опублікувала в 1984 році. У 1990 році вийшла друком перша повість Новаш «У королівстві Кірпірляйн», написаній у жанрі класичної фантастики. У 2009 році вийшов друком перший роман письменниці «Набуття минулого», створений у жанрі фентезі, а наступного року вийшов другий роман «Рік Комети», продовження попереднього. У 2016 році вийшов «І все, що буде після…» у стилі історико-фантастичного роману. У 2017 році Новаш видала роман "Люди «дев'ятого дня», написаний у стилі альтернативної історії.
Новаш видала також кілька збірок літературних творів для дітей, зокрема цикл казок «Нарочанські казки» (або «Казки бабусі Зосі») та цикл творів «Пригоди Кротика і його друзів».

## Переклади
Частина творів Наталії Новаш перекладені польською мовою.

### Збірки
- 2003 — Приключения в Мертвом замке
- 2009 — Обретение прошлого
- 2014 — Переводные картинки из книги «Тир»

### Повісті
- 1990 — В королевстве Кирпирляйн
- 1994 — И я там был…
- 1994 — Лето с племянниками
- 2014 — Деревянная девочка, или Ди — королева кукол
- 2016 — Мальчик с зелёными волосами
- 2016 — Пленники лабиринта
- 2016 — Приключения Кротика и Электроля под Новый год
- 2016 — Приключения Электроля и Топоножки
- 2016 — Сказка про Кротика и Бегемотика

### Романи
- 2009 — Обретение прошлого
- 2010 — Год Кометы
- 2016 — И всё, что будет после…
- 2016 — Деревянная девочка
- 2017 — Люди «девятого дня»

### Оповідання
- 1980 — Записки псиахиатра
- 1981 — Легенда о первом рассказе
- 1981 — Сказка для младшего брата
- 1982 — Там, где назначена встреча
- 1983 — Образец уникальности
- 1984 — Непрочитанная тетрадь: Записки психиатра
- 1988 — Чтобы сделать выбор
- 1990 — Сочинения Бихеваиля
- 1990 — Сказка о джине
- 1990 — Сон Святого Петра
- 1990 — Там, где назначена встреча
- 1991 — Ночь Святого Христофора
- 1991 — Легенда о первом рассказе
- 1992 — Кристалл памяти
- 1993 — Переводные картинки из книги Тир
- 1994 — Пока не зашло солнце
- 2004 — Приют влюбленных
- 2005 — Преданный Вам, Хоуми…
- 2008 — Наследники

### Казки
- 2000 — Нарочанские сказки (Сказки бабушки Зоси)
- 2002 — Люськины сказки
- 2005 — Мишутка-спасатель